# Solararchitektur

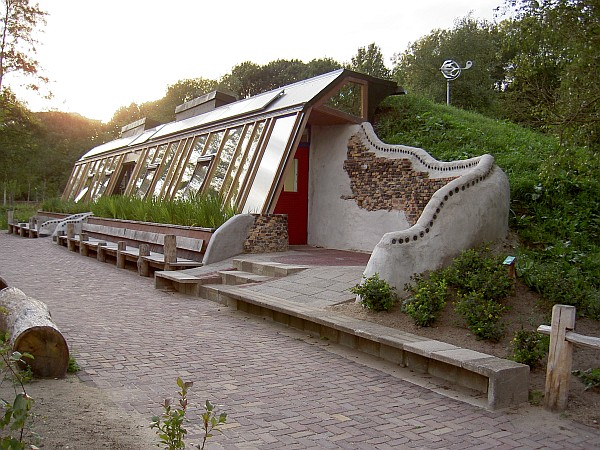
Verglaste Südfassade eines passiv solaren Erdhauses (Earthship) in Zwolle, NL

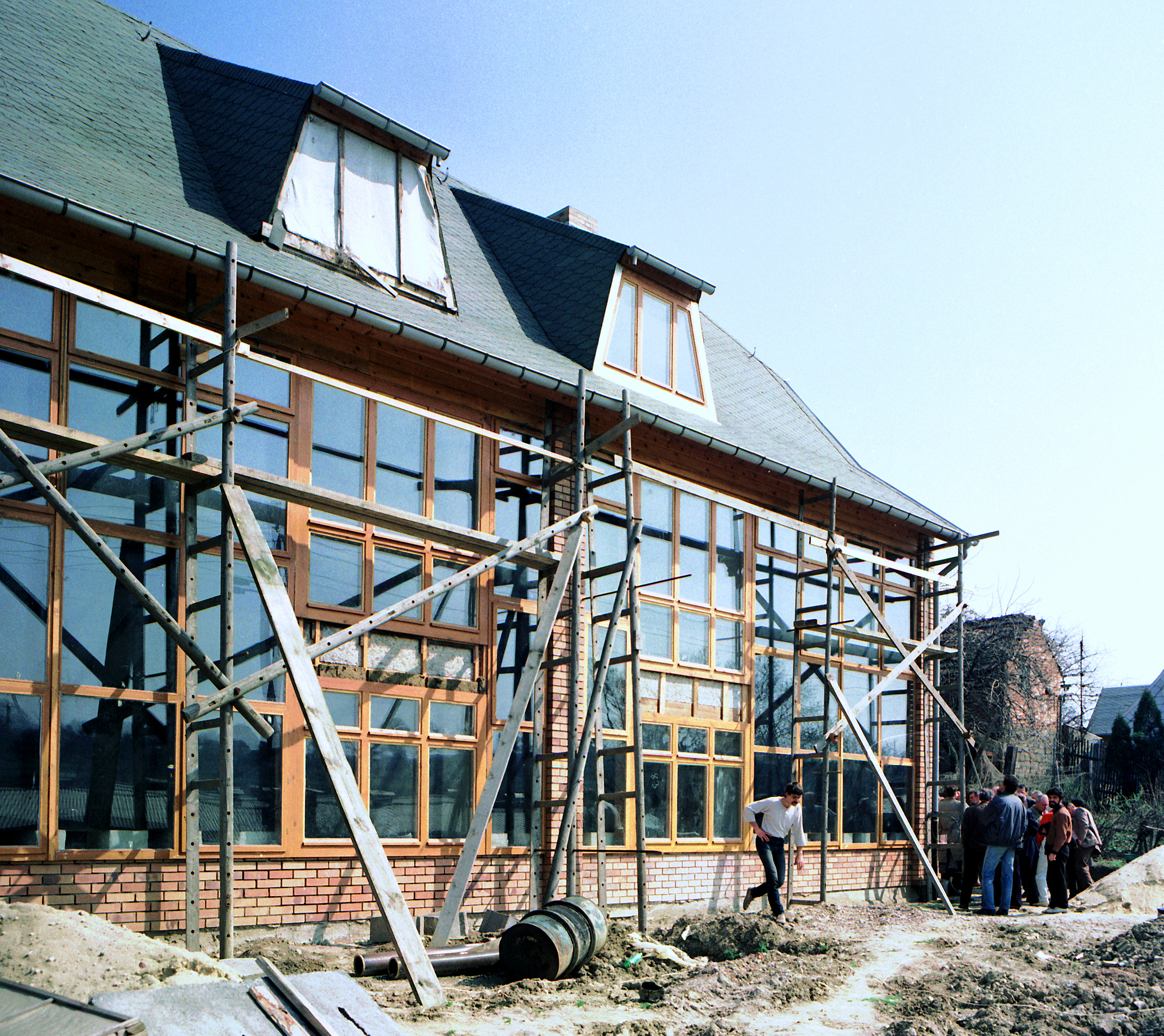
Solarhaus Hopfgarten (Thüringen) mit Trombe-Wand, 1988

Solararchitektur, auch solares Bauen, ist eine Architektur und bauplanerische Tätigkeit, die Gebäude plant, die die natürlichen Energieressourcen des Standorts insbesondere in Form der Sonnenenergie nutzen. Dies geschieht entweder aktiv durch den Einsatz von Solarkollektoren oder Photovoltaikanlagen, passiv durch die passive Solarenergienutzung oder eine Kombination der einzelnen Techniken. Das Ergebnis nennt man Solarhaus oder Sonnenhaus.

## Zum Begriff
Solares Bauen umfasst Baumaßnahmen, die
- einen möglichst kleinen Heizenergiebedarf und Kühlenergiebedarf haben (Energiesparhaus),
- die Klimabedingungen des Gebäudestandortes (Lufttemperatur, Sonnenstrahlung, Niederschlag, Wind) berücksichtigen,
- das Energiepotenzial des passiv solaren Strahlungsanteiles berücksichtigen (Südglasflächen und Speichermassen),
- geeignete Hüllenflächen zur Belegung mit aktiver Solartechnik (Thermie und Photovoltaik) bereitstellen
- und trotzdem adäquaten thermischen Komfort für die Bewohner bieten.

Solararchitektur wurde ein eigenes Teilgebiet der Architekturwissenschaft wie auch der Bautechnik.
Solares Bauen wird auch zunehmend zum eigenständigen Architekturstil, der formal durchwegs in der Tradition der klassischen Moderne und ihrer Strömungen und Rezeptionen steht, in der Unterordnung der Gestaltung unter die Zweckmäßigkeit (form follows function, das Skulpturelle bleibt im Hintergrund) dem Funktionalismus zuzuordnen. Jüngere Solararchitektur nimmt aber auch Anregungen des organischen Bauens auf. Gemeinsame formensprachliche Elemente sind typischerweise die – breitengrad-abhängigen – Horizontwinkel des Sonnenstands, die sich in der Baukonzeption wiederfinden, die ausgeprägte Asymmetrie bezüglich der Nord-Süd-Achse (was sie von der Reduktion auf einfache geometrische Körper der frühen Moderne abgrenzt), bei gleichzeitiger Kompaktheit der Bauweise, was die Oberflächen betrifft (wie bei allen energiesparenden Bauweisen), mit thermischen Accessoires des Baukörpers wie Wintergärten. Die ausgeprägte Materialsichtigkeit, was Solar- und Thermozellen betrifft, mischt sich mit den notwendigen Verschalungen der Isolierungen oder Farbgebungen der Wände (je nach Reflexion/Absorption), ergänzt durch Begrünungen und Ähnliches, was eine von strengen Konzepten wie Klassischer Moderne oder Brutalismus abweichende rein pragmatische Oberflächenausformulierung der Bauten bedingt.
Parallel findet sich im solaren Bauen auch eine ausgeprägte Regionalisierung, die die ortsüblichen Verhältnisse – und auch Bautraditionen – widerspiegeln.

## Maßnahmen

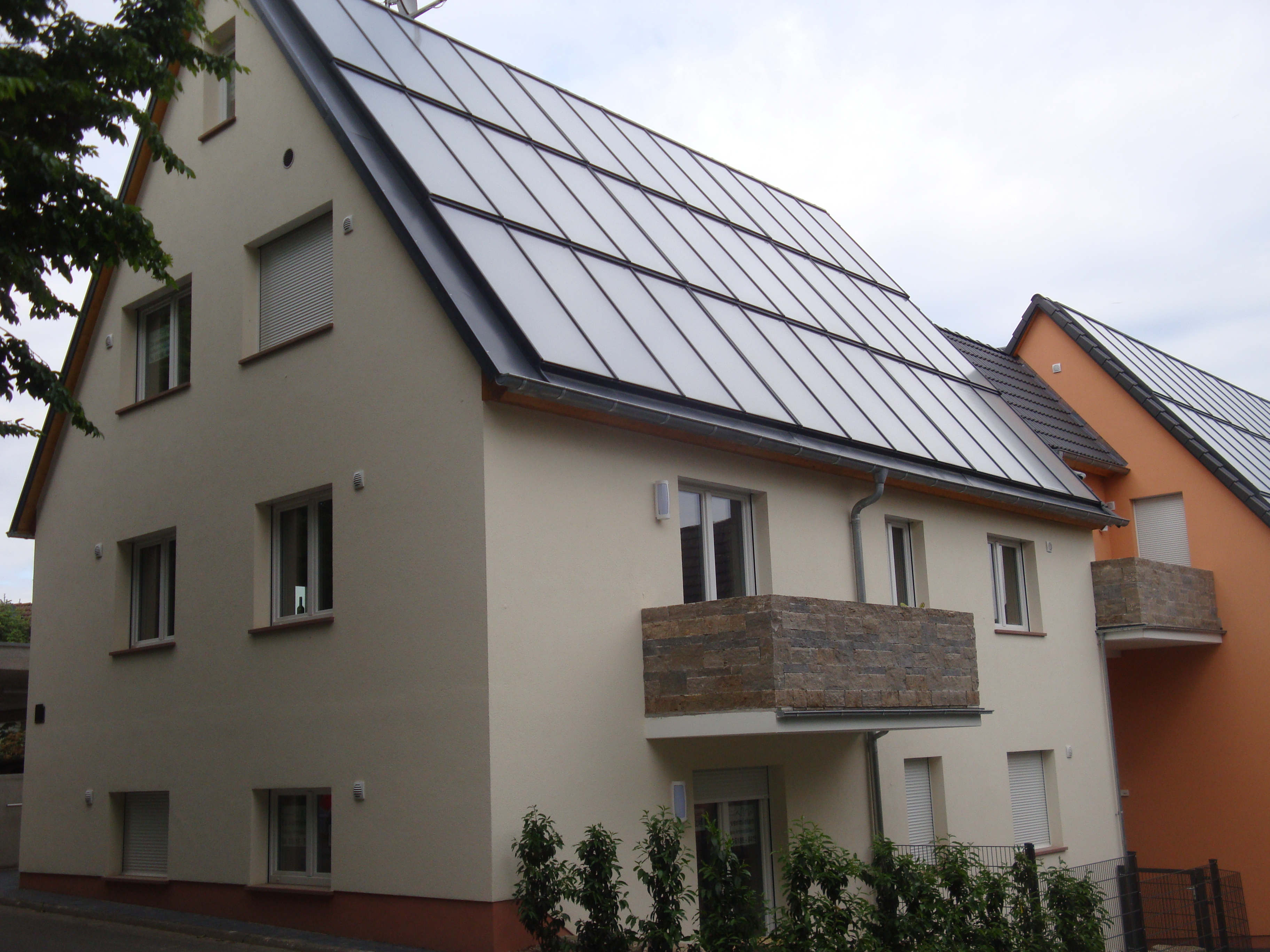
Weitgehend mit Solarthermie beheiztes Sonnenhaus in Bayern

Solararchitektur hat zwei wesentliche Ziele:
- Die Gebäude sind im Sommer angenehm kühl und im Winter wohlig warm.
- Durch solare Optimierung wird der Bedarf an Energie zum Kühlen und Heizen minimiert. Solararchitektur ist energieeffizient.
- Das Gebäude wird so entworfen, dass solare Wärmegewinne optimiert werden. Dazu wird das Gebäude zur Sonne hin orientiert, auf der Südseite werden ausreichend große Glasflächen geplant. Steuerbarer Sonnenschutz („Verschattung“) ist unbedingt vorzusehen.
- Man ergreift Maßnahmen zur Vermeidung von Wärmeverlusten. Dazu gehören eine kompakte Bauform und eine lückenlose Wärmedämmung mit einer dichten Gebäudehülle (Vermeidung von Wärmebrücken). Dazu kommt der Einsatz von spezieller Haustechnik wie Wärmeübertrager oder kontrollierten Wohnungslüftung.
- Man erzeugt die benötigte Energie weitgehend mittels einer thermischen Solaranlage. Diese heizt einen Solarspeicher auf; dieser puffert eine gewisse Zeit zwischen Wärmegewinnung und Wärmenutzung.

Ziel ist es, Energie einzusparen: weil fossile Brennstoffe (Öl, Gas) knapper und teurer werden sowie um den Klimawandel zu verlangsamen. Energieeffizientere Gebäude sind im Sommer wie im Winter behaglicher und neigen bei richtiger Bauausführung zu weniger Bauschäden.
Man kann verschiedene Energiestandards verwirklichen, wie Niedrigenergiehaus, Passivhaus, Nullenergiehaus oder Plusenergiehaus.
Wichtiges Element des solaren Bauens sind in allererster Linie die
Orientierung, die Ausrichtung eines Baukörpers nach den Himmelsrichtungen bzw. der Sonne (Den Prozess der Suche nach einer möglichst günstigen Lage des Baukörpers auf dem zur Verfügung stehenden Grundstück nennt man Positionierung.).
Bautechnische Maßnahmen sind gut isolierende Wände (k-Werte), und insbesondere Fenster und Türen, die eine bedeutende Wärmeverlustquelle darstellen. Die Glastechnik hat mit Zweifachverglasungen einen U-Wert von 1,1, mit Dreifachverglasungen einen von 0,6–0,7 erreicht, und auch durchaus passable Uf-Werte (U-Wert des Fensterrahmens): Fensterrahmen aus PVC oder Aluminium isolieren – auch getrieben durch die Maßgaben der EnEV – deutlich besser als früher. Die Profiltiefe von Fenstern und Türen hat deutlich zugenommen (früher waren 50 mm Standard, heute sind es 70 mm; viele Sechs- oder Siebenkammer-Profile haben 80 oder 88 mm Bautiefe). Auch die Warme Kante trägt durch Verringerung der Wärmeverluste an den Scheibenrändern zum Energiesparen bei.

### Projekt-Geschichte
Als Reaktion auf die Ölkrise entwarf der deutsche Physiker Karl W. Böer im Jahr 1973 das erste vollständig mit Sonnenenergie versorgte Haus „Solar One“, welches von der University of Delaware in Newark (DE, USA) gebaut wurde. Die Solarzellen versorgten Klimaanlage bzw. Heizung und Elektrogeräte des 130 m2 großen Hauses und speisten überschüssigen Strom in Batterien.
Eines der ersten allein durch Sonnenenergie beheizten Häuser in Europa wurde 1989 von Solarpionier Josef Jenni in Oberburg in der Schweiz erbaut.
2007 wurde in der Schweiz das erste hundertprozentig solar beheizte Mehrfamilienhaus mit Minergie-P-Standard fertig.
Von 1992 bis 1996 testete das Fraunhofer-Institut für Solare Energiesysteme in Freiburg ein „energieautarkes Solarhaus“. Dieses Demonstrations- und Forschungsprojekt versuchte, weder Strom noch Gas zu verbrauchen. Es machte die Solararchitektur, die Idee des Passivhauses und die Technik der kontrollierten Wohnraumlüftung im deutschsprachigen Raum bekannter.
Das ISE ist mit über 1200 Mitarbeitern das größte Solarforschungsinstitut Europas.

## Solare Baupflicht
Die Stadt Tübingen verpflichtet bei der Weiterveräußerung neu zu bebauender Grundstücke den Erwerber, eine Photovoltaikanlage zu installieren.
Die Stadt Amberg will nach einem Gemeinderatsbeschluss vom 16. Dezember 2019 in künftigen Bebauungsplänen eine Verpflichtung für Photovoltaikanlagen einführen.  Eine bußgeldbewehrte „Satzung zur Solaren Baupflicht“ der Stadt Marburg aus dem Jahr 2008 erklärte das Verwaltungsgericht Gießen im Mai 2010 für unwirksam.

## Sonstiges
Der Energieausweis informiert Menschen, die eine Immobilie kaufen oder mieten wollen, über die ungefähren Energie-Folgekosten ihrer Entscheidung. Dem höheren Anschaffungspreis bzw. der höheren Kaltmiete stehen geringere Folgekosten gegenüber; dies kann man gegeneinander abwägen.